# Allophorocera flavipruina
Allophorocera flavipruina là một loài ruồi trong họ Tachinidae.